# Tarnawiec
Tarnawiec (do roku 1939 Dornbach) – wieś w Polsce położona w województwie podkarpackim, w powiecie leżajskim, w gminie Kuryłówka. Powstał w 1786 obok Tarnawca. Nazwy wsi Tarnawiec i Dornbach, sąsiadujących ze sobą, były bardzo często używane zamiennie w dokumentach urzędowych z tamtego czasu.
W latach 1975–1998 miejscowość administracyjnie należała do województwa rzeszowskiego.

## Części wsi
| SIMC    | Nazwa  | Rodzaj    |
| ------- | ------ | --------- |
| 0653340 | Grądek | część wsi |

## Historia Tarnawca

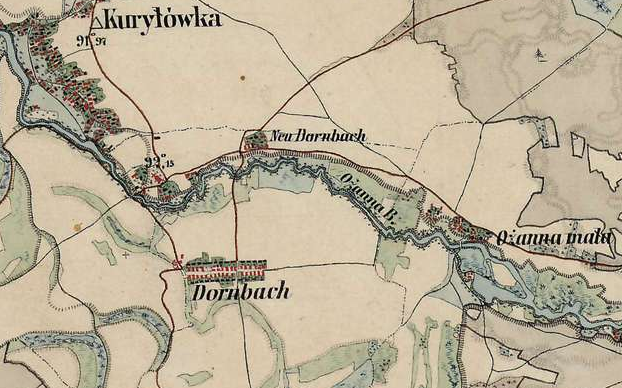
Dornbach na mapie z około 1860 roku

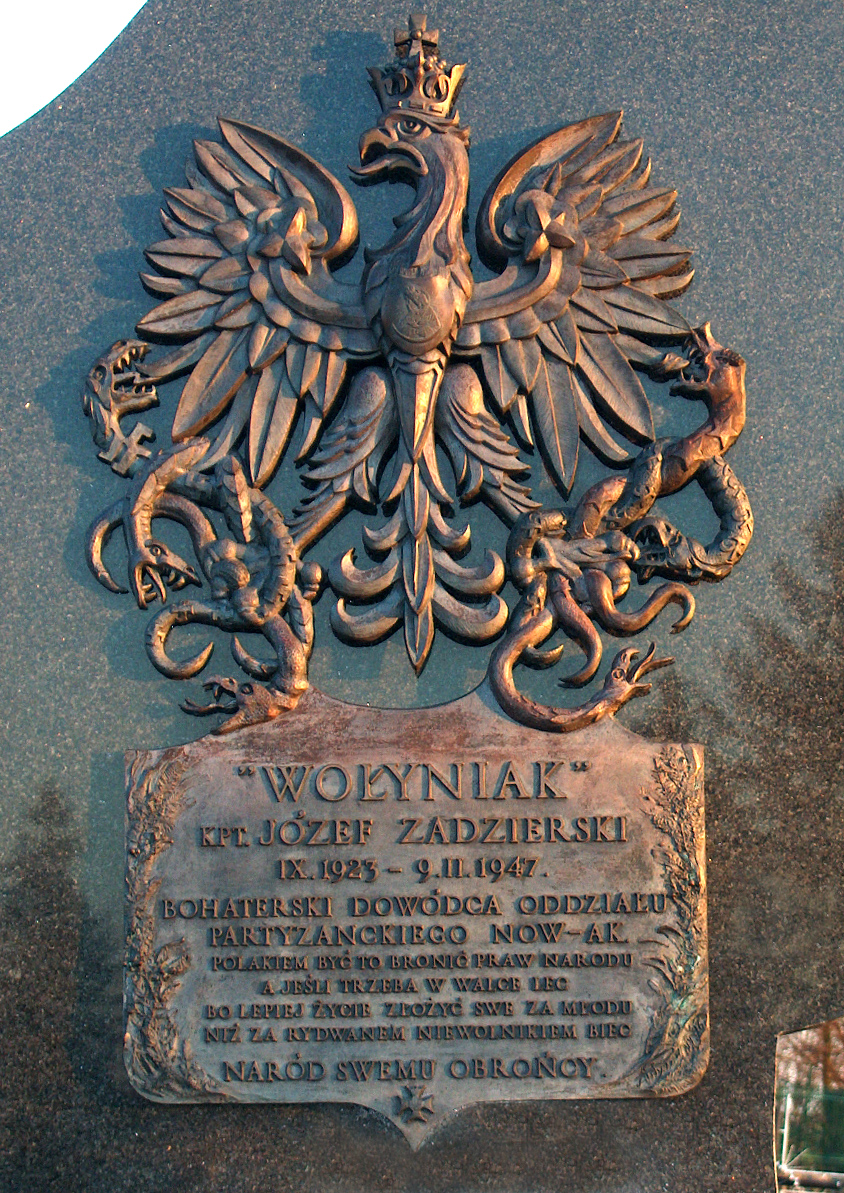
Tablica nagrobna Józefa Zadzierskiego ps. „Wołyniak” na cmentarzu w Tarnawcu

- 1786 – Osadzenie niemieckich kolonistów w Dornbachu obok Tarnawca[8]
- 1812 – Erygowanie parafii w Tarnawcu, w skład której wszedł Dornbach z pierwszym proboszczem ks. Leopoldem Lewickim.
- 1819 – Większość ziem starostwa leżajskiego (w tym ziemie Tarnawca i Dornbachu) nabył hrabia Wojciech Mier.
- 1830–1831 Ziemie te odkupił hrabia Alfred Potocki.
- 1863 – Wybuch powstania styczniowego. Z tej okolicy przenikają na teren Królestwa Kongresowego oddziały powstańcze.
- 1934 - Dornbach (obecnie Tarnawiec) i Neu Dornbach (obecnie Cztery Chałupy) tworzyły gromadę w Gminie Kuryłówka, a Tarnawiec (obecnie Polski Koniec) wraz z Grondkiem (obecnie Grądek) i Kuryłówką były osobną gromadą w tejże gminie.[9]
- 1939 – Do 1939 wieś leżała na obszarze powiatu łańcuckiego. Decyzją Ministra Spraw Wewnętrznych nazwa miejscowości została zmieniona z niemieckiej Dornbach na polską Tarnawiec Stary od 11 marca 1939[10].
- 24 czerwca 1997 r. na cmentarzu w Tarnawcu odsłonięto pomnik nagrobkowy kpt. Józefa Zadziarskiego ps. "Wołyniak", dowódcy oddziału NOW, pochowanego tutaj w 1946 r. Pomnik jest darem polskiego rzeźbiarza, prof. Andrzeja Pityńskiego z USA, syna żołnierza i sanitariuszki z oddziału „Wołyniaka”, Aleksandra i Stefanii Pityńskiej z domu Krupa. Uroczystość odbyła się z udziałem siostry kapitana, Aliny Zadzierskiej-Glińskiej, oraz b. podkomendnych i towarzyszy broni[11].